# Inge (Film)
Inge ist ein deutsches Stummfilm-Liebesmelodram aus dem Jahre 1918 von Otto Rippert mit Hella Moja in der Titelrolle.

## Handlung
Auf ihrer Feier zu ihrem 19. Geburtstag lernt die Gutsbesitzertochter Inge von Altström den Erbprinzen Wolfram kennen, der jedoch inkognito unterwegs ist und von seinem Freund Achim von Oftingen als Graf Johannes von Seeheim in die Runde eingeführt wird. Inge und Wolfram alias Johannes finden rasch Gefallen aneinander, und eines Tages, bei einem prachtvollen Erntedankfest, gestehen beide einander ihre Liebe. Während eines nachfolgenden Rendezvous wird das junge Glück von Wolframs Freund Achim heimlich belauscht. Daraufhin verschwindet der Erbprinz acht Wochen lang komplett aus Inges Blickfeld, ohne auch nur eine Nachricht zu hinterlassen.
Inge wird unruhig und versucht, über das Meldeamt und den Namen Johannes von Seeheim Informationen zu bekommen. Wie kann sie ahnen, dass ihr Johannes als Erbprinz Wolfram gerade einem väterlichen Ukas nachkommt und die standesgemäße Prinzessin Elona von Birkenau heiraten soll? Schließlich ist es Achim, der Inge über die wahre Identität Johannes‘ alias Wolframs aufklärt. Inge will ihren Prinzen jedoch nicht einfach so aufgeben und eilt ihm nach. Der Fürst versucht Inge dazu zu bewegen, von seinem Sohn abzulassen. Umso erstaunter ist das herzige Mädel darüber, dass sie zur anstehenden Verlobungsfeier Wolframs mit Elona eine Einladung erhält. Schweren Herzens ist Inge bereit, sich dem Unabwendbaren zu fügen, da geschieht ein fürstliches Wunder: Seine Durchlaucht geruht die Verlobung seines Sohnes zu verkünden, und zwar mit Inge von Altström.

## Produktionsnotizen
Inge passierte im Mai 1918 die Filmzensur und wurde im selben Monat in Berlins Marmorhaus uraufgeführt. Der Vierakter besaß eine Länge von 1296 Metern.

## Kritik
„Dieser Film, der fünfte der Hella Moja-Serie, reiht sich in würdiger Weise seinen Vorgängern an. Hier hatten wir Gelegenheit, in einem Film, der uns durch geschmackvolle Inszenierung und gelungene Photographie angenehm auffiel, die Vielseitigkeit Hella Mojas zu bewundern. (…) Der Aufbau des Stückes macht dem Verfasser alle Ehre; denn in keinem Momente verläßt uns die Spannung. Die Hauptrolle der Inge zeigt uns den ergreifenden Seelenkampf eines jungen Mädchens, das in bangem Zweifel ist, ob der von ihr geliebte Mann sich ihr in ernster Absicht oder einer Liebelei willen genähert hat. Nicht minder scharf ausgeprägt ist der Charakter des Helden, der unter Seelenqualen den uralten und doch ewig neuen Kampf zwischen Pflicht und Neigung ausfechten muß. Neben dieser wirklich tragischen Haupthandlung finden wir lebhafte Abwechslung in den naturalistisch gefärbten Szenen beim Erntefest und in dem atemberaubenden Wettrennen zwischen Eisenbahn und Automobil...“